# Ijuí (Río Grande del Sur)
Ijuí es un municipio brasileño del estado de Río Grande del Sur.
Se encuentra ubicado a una latitud de 28º23'16" Sur y una longitud de 53º54'53" Oeste, estando a una altitud de 328 metros sobre el nivel del mar.
Ocupa una superficie de 907,52 km².
Fundada el día 19 de octubre de 1890, «Ijuhy» significa en la lengua guaraní, «Río de las Aguas Grandes» o «Río de las Aguas Divinas». Hoy, con una población de 78.400 habitantes, es conocida como la «Tierra de las Culturas Diversificadas», «Ciudad Universitaria», «Colmena del Trabajo», «Tierra de las Fuentes de Agua Mineral» y «Portal de las Misiones». Se encuentra en un cruce de dos carreteras de gran importancia para el Mercosur, estando a una distancia de 395 km de Porto Alegre, la capital del estado. Su economía se basa en el sector agropecuario, el comercio, las industrias y los servicios. Cuenta con la Universidad Regional del Noroeste del Estado (UNIJUÍ).
El Esporte Clube São Luiz representa a la ciudad en el Campeonato Gaúcho de fútbol.

## Ijuienses destacados
- Dunga, exfutbolista y entrenador.
- Felipe Mattioni, futbolista.
- Augusto Pestana, ingeniero y político.